# Antiblemma neptis
Antiblemma neptis är en fjärilsart som beskrevs av Stoll 1779. Antiblemma neptis ingår i släktet Antiblemma och familjen nattflyn. Inga underarter finns listade i Catalogue of Life.